# Шабельники (Черкасская область)
Шабе́льники (укр. Шабельники) — село в Золотоношском районе Черкасской области Украины.
Население по переписи 2001 года составляло 699 человек. Почтовый индекс — 19753. Телефонный код — 4737.

## Местный совет
19753, Черкасская обл., Золотоношский р-н, с. Шабельники